# Toranj (Velika)
Toranj is een plaats in de gemeente Velika in de Kroatische provincie Požega-Slavonië. De plaats telt 181 inwoners (2001).